# Alternate Line Service
Der Alternate Line Service (ALS; engl. etwa für Leitungswechsel-Dienst) stellt auf Basis der CPHS-Spezifikation, einer Erweiterung des GSM-Standards, eine zweite Rufnummer für ausgehende und ankommende Gespräche bereit. 
Diese kann über das Mobiltelefonmenü ausgewählt werden.

## Unterstützung
Derzeit unterstützen die meisten aktuellen Geräte aller Hersteller diesen Dienst. Ob das Netz den Alternate Line Service unterstützt, teilt die SIM-Karte dem Endgerät über einen Eintrag im Customer Service Profile (CSP) mit. Android und iOS haben diesen Dienst nicht implementiert.
In Deutschland bietet ausschließlich E-Plus diesen Dienst als sogenannte PrivateLine an. So ist die Trennung von Privat- und Dienstgesprächen mittels in First und Second-Line (erste und zweite Rufnummer) aufgeteilter Rechnungen möglich.
In den meisten Endgeräten können den beiden Leitungen getrennte akustische Signalisierungen und Rufumleitungen zugeordnet werden.
In Österreich wird ALS von dem Netzbetreiber A1 als Xtraline sowie von dem Betreiber One/Orange als Rufnummernplan (vorher One 2 Switch) angeboten. Nach der Übernahme von Orange durch "drei" wird ALS per 30. November 2014 eingestellt.
In der Schweiz sind die SIM-Karten des Netzbetreibers Orange zwar für den ALS-Dienst vorkonfiguriert, eine Aktivierung dieses Dienstes ist hier jedoch nicht möglich.

## Nicht standardkonforme Implementierung und Probleme mit E-Plus-Simkarten
Laut CPHS-Spezifikationen wird auf der GSM-SIM-Karte in einem speziell reservierten Abschnitt, dem CustomerServiceProfile(CSP), die ALS-Information hinterlegt. Entsprechend dieser Spezifikation sollte in Feld 6F15 der SIM-Karte im Service Group Code 0x06 der Wert 0x80 hinterlegt werden, welcher dann von dem Mobiltelefon erkannt und interpretiert wird, so dass die nötigen Menüs für die zweite Leitung angezeigt werden.
E-Plus-SIM-Karten tragen in diesem Feld jedoch den Wert 0x55, welcher nur von Siemens-Mobiltelefonen als ALS-Aktivierung interpretiert wird. Daher ist die Nutzung der E-Plus Private Line nur mit Siemens-Telefonen möglich. Weiterhin lassen sich bei einigen Nokia-Telefonen die ALS-Menüs mittels CSP-Override aktivieren, einige Motorola-Telefone zeigen diese Menüs ohnehin unabhängig von der SIM-Karte an, auch hier ist somit die Nutzung des Dienstes gegebenenfalls möglich.
Geräte mit UIQ 3.0 und neuere Nokia Telefone erkennen die E-Plus-SIM-Karten korrekt und unterstützen daher den Dienst auch mit E-Plus-SIM-Karten. Bei einigen Geräten mit Windows Mobile ab Version 6.1 lassen sich die Menus mit Hilfe der Software Advanced Configuration Tool von Julien Schapman aktivieren.
Mit ALS-fähigen Telefonen anderer Hersteller ist die Nutzung der E-Plus-Privateline jedoch aufgrund der oben erwähnten Fehlkonfiguration nicht möglich.

## Alternative Implementierung der zweiten Rufnummer bei Vodafone(D), O2(D) und T-Mobile(D)
Vodafone, O2 und T-Mobile bieten in Deutschland mit Duobill, Dual Line beziehungsweise Twinbill ähnliche Dienste an, jedoch wird nicht der ALS-Standard verwendet, sondern es werden im Prinzip zwei eigenständige SIM-Karten-Informationen auf einer speziellen SIM-Karte gespeichert, die Umschaltung zwischen den Leitungen erfolgt ähnlich den Dual-SIM-Adaptern über die Pinnummer oder über einen SIM-Toolkit Menüeintrag.

## ALS vs. alternative Implementierung
Beide Lösungen bieten sowohl Vor- als auch Nachteile:
Die ALS-Lösung ist technisch eleganter, so ist eine Leitungswahl bei ausgehenden Gesprächen ohne viel Aufwand via Kontextmenü möglich, und eingehende Anrufe können je nach Leitung mit unterschiedlichen Ruftönen signalisiert werden. Nachteile dieser Lösung sind, dass auf der zweiten Leitung kein Versand von SMS oder eine Datenübertragung möglich ist, weiterhin ist internationales Roaming mit der zweiten Leitung nicht möglich.
Die von T-Mobile und Vodafone genutzte Lösung ist technisch weniger elegant, es werden lediglich quasi zwei SIM-Karten auf einer Karte hinterlegt. Zum Wechseln der Leitung muss bei Vodafone das Handy aus- und wieder eingeschaltet werden. Die Auswahl der aktiven Nummer erfolgt beim Einschalten über die Eingabe unterschiedlicher PINs. Bei T-Mobile existiert ein Mobiltelefonmenü aus dem heraus die Nummer gewechselt werden kann – bei diesem Anbieter sieht man auf dem Handydisplay dann auch, welche Nummer aktiv ist. Gegenseitige Rufumleitungen (auch für SMS) sind automatisch eingerichtet. Bei Vodafone muss hingegen – um auf beiden Nummern zeitgleich erreichbar zu sein – eine Rufumleitung von der jeweils nicht aktiven Leitung auf die aktive Leitung gelegt werden.
Die Signalisierung der Leitung bei eingehenden Anrufen mittels verschiedener Ruftöne ist somit bei beiden Anbietern nicht möglich.
Vorteile sind die praktisch uneingeschränkten Funktionen der zweiten Leitung, da es sich im Prinzip um eine zweite SIM-Karte handelt, sind somit auch SMS und Datenübertragungen wie auch internationales Roaming auf der zweiten Leitung möglich.